# Поганиця
Поганиця (пол. Poganica) — село в Польщі, у гміні Сідра Сокульського повіту Підляського воєводства.
Населення — 170 осіб (2011).
У 1975-1998 роках село належало до Білостоцького воєводства.

## Демографія
Демографічна структура станом на 31 березня 2011 року:
|          | Загалом | Допрацездатний вік | Працездатний вік | Постпрацездатний вік |
| -------- | ------- | ------------------ | ---------------- | -------------------- |
| Чоловіки | 81      | 24                 | 49               | 8                    |
| Жінки    | 89      | 18                 | 54               | 17                   |
| Разом    | 170     | 42                 | 103              | 25                   |